# The Voice of Holland
The Voice of Holland (Die Stimme von Holland, kurz: TVOH) ist eine niederländische Gesangs-Castingshow des Fernsehsenders RTL 4 nach einer Idee des TV-Produzenten John de Mol. Sie bildet die Vorlage für das internationale Format The Voice.
Aufgrund des großen Erfolges von TVOH entstanden später mehrere Ableger wie The Voice Kids und The Voice Senior, welche später ebenfalls international adaptiert wurden.
Im Januar 2022 kam TVOH aufgrund sexueller Übergriffe in die Schlagzeilen, was zur vorläufigen Absetzung der Show führte. Der Fernsehsender RTL ordnete eine Untersuchung der Vorfälle an. Die Webseite der Show wurde offline genommen und alle Inhalte entfernt. Wie es mit TVOH weitergehen wird, soll erst feststehen, wenn das Ergebnis der Untersuchung vorliegt.

## Entstehung
Nachdem Erland Galjaard, Senderchef von RTL 4, von der Castingshow X Factor begeistert war, fragte er John de Mol, ob er eine Sendung entwickeln könne, die noch einen Schritt weiter gehe. De Mol hatte daraufhin die Idee der Blind Auditions, außerdem legte er den Schwerpunkt auf Qualität, etwa bei der Auswahl der Coaches, es sollte sich um renommierte Künstler handeln. Roel van Velzen hatte die Idee, drehende Stühle einzubauen. Schließlich sollte es auch die erste große Castingshow werden, die Gebrauch von Social Media machen sollte.
Am 31. März 2010 wurde das Format unter dem Namen The Voice zum ersten Mal präsentiert, das Konzept war noch nicht bekannt. Gerüchte machten die Runde, dass es sich um ein amerikanisches Format handeln solle, um Teilnehmer anzuziehen. Am 17. August 2010 gab John de Mol bekannt, dass es sich um sein eigenes Format handele. Gleichzeitig wurde es offiziell in The Voice of Holland umbenannt. Der Titel sollte eine Ehrung an seinen Vater John de Mol darstellen, welcher als „niederländischer Frank Sinatra“ bezeichnet wurde. Sinatras Spitzname lautete ebenfalls „The Voice“.
Kurz darauf, Anfang Oktober 2010, stellte John de Mol The Voice auf der MIPCOM in Cannes vor. Dort stieß das Format bei vielen internationalen Fernsehsendern und Produktionsfirmen auf Gefallen, wodurch sie am Erwerb der Rechte interessiert waren. So konnte The Voice weltweit lizenziert werden.

## Konzept
Siehe auch: The Voice of Germany#Konzept
Die Show besteht aus mehreren Phasen. Vorab findet ein Casting statt, welches nicht im TV ausgestrahlt wird. Die dort ausgesuchten Kandidaten treten in den Blind Auditions an. In diesem tragen die Kandidaten ein Lied ihrer Wahl vor. Die vier Juroren, die sogenannten Vocal Coaches, sitzen auf ihren Stühlen mit dem Rücken zur Bühne. Sie können den Auftritt nur nach deren Stimme beurteilen. Wenn einem Coach der Vortrag gefällt, drückt er einen Buzzer, den „I Want You“-Button, sein Stuhl dreht sich um und er kann das Talent jetzt sehen. Nach dem Auftritt darf der Kandidat sich einen der Juroren aussuchen, welcher sein Vocal Coach sein darf. Dabei darf er nur unter jenen Juroren wählen, die den „I Want You“-Button gedrückt haben. Hat nur ein Juror den Buzzer gedrückt, wird dieser automatisch der Vocal Coach des Kandidaten. Drückt keiner den Knopf, scheidet der Kandidat aus.
Es folgen die Battles: In dieser Runde stellen die Coaches ihre Kandidaten zu Duellen zusammen, in denen in der Regel zwei Talente einen vom Coach ausgewählten Titel vortragen. Der Wettstreit findet in einem Boxring statt. Am Ende jedes Battles kommt nur ein Talent weiter. Welches, das beschließt das sogenannte „Dreamteam“ – die Vocal Coaches holen sich Unterstützung durch einen Freund oder Kollegen.
Für die unterlegenen Kandidaten besteht seit der vierten Staffel die Möglichkeit, doch noch in die nächste Runde einzuziehen: Durch einen Steal Deal können die anderen drei Coaches ein Talent, das sein Battle nicht gewinnen konnte, in ihrem Team mit in die nächste Runde nehmen. Pro Team kann aber nur ein Talent „gestohlen“ werden.
In der sechsten Staffel wurde nach den Battles eine weitere Runde eingeführt: Die Knockouts. Diese haben das Ziel, die Zahl der Kandidaten für die Liveshows zu reduzieren. Die Talente tragen einen Solotitel vor. Anschließend werden sie von den Coaches bewertet und auf sogenannten Hotseats platziert. Im Zweifel kann der Coach nach einer Challenge fragen und sich einen Auftritt nochmal anhören, um die Rangfolge zu überdenken. Wer am Ende auf einem der Hotseats sitzt, zieht in die Liveshows ein.
In den Liveshows tragen die verbliebenen Teilnehmer einen Titel vor, der in Absprache mit ihrem jeweiligen Vocal Coach gewählt wurde. Die beiden Kandidaten mit den wenigsten Stimmen kommen in die Sing-Offs. Dort müssen sie noch einmal singen, der Coach entscheidet, wer weiterkommt.
Zuletzt sind aus jedem Team nur noch zwei Talente übrig. Jetzt bestimmen die Coaches zusammen mit den Zuschauern, wer ins Finale einziehen darf. Dabei fließen die Wertungen der Coaches und die des Publikums zu jeweils 50 Prozent ins Endergebnis ein. Am Ende bleiben nur vier Talente fürs Finale übrig. In diesem entscheiden allein die Zuschauer per Telefon- und SMS-Voting über den Sieger, dieser erhält den Titel The Voice of Holland.
Im Laufe der Staffeln wurden Regeln und Ablauf der Shows mehrfach geändert. So kam in der fünften Staffel ein neues Element ins Spiel: The Clash. Die Coaches stellen zwei ihrer Talente gegenüber, welche jeweils abwechselnd zwei Lieder in kurzen Fassungen vortragen dürfen. Nach diesen vier Liedern bestimmt das Publikum zusammen mit den Coaches, wer weiterkommen darf. Mit der sechsten Staffel fiel dieses Element wieder weg und wurde durch die Knock-Outs ersetzt.
In der 12. Staffel wurde die Comeback Stage eingeführt: Durch diese können bereits ausgeschiedene Kandidaten eine zweite Chance erhalten. Dieses Element existierte zuvor bereits in anderen The Voice-Versionen, unter anderem auch in Deutschland.

## Mitwirkende

### Moderatoren
- Martijn Krabbé (Staffel 1 – 12)
- Wendy van Dijk (Staffel 1 – 9)
- Chantal Janzen (Staffel 10 – 12)
- Winston Gerschtanowitz (Backstage, Staffel 1 – 4)
- Jamai Loman (Backstage, Staffel 5 – 9)
- Geraldine Kemper (Backstage, Staffel 10 – 12)

### Vocal Coaches
- Jeroen van der Boom (Staffel 1)
- Angela Groothuizen (Staffel 1 – 2, Gast in Staffel 10)
- Nick & Simon (Staffel 1 – 3)
- Roel van Velzen (Staffel 1 – 3)
- Marco Borsato (Staffel 2 – 6, Gast in Staffel 10)
- Trijntje Oosterhuis (Staffel 3 – 5)
- Ilse DeLange (Staffel 4 – 5)
- Ali B (Staffel 4 – 12)
- Anouk (Staffel 6, 8 – 12)
- Sanne Hans (Staffel 6 – 8, Gast in Staffel 10)
- Guus Meeuwis (Staffel 7)
- Waylon (Staffel 7 – 12)
- Lil’ Kleine (Staffel 9 – 10)
- Ronnie Flex (Gast in Staffel 10)
- Jan Smit (Staffel 11)
- Glennis Grace (Staffel 12)
- Maan de Steenwinkel & Typhoon (Staffel 12, Comeback Stage)

## Teilnehmer

### Sieger
- Staffel 1: Ben Saunders
- Staffel 2: Iris Kroes
- Staffel 3: Leona Philippo
- Staffel 4: Julia van der Toorn
- Staffel 5: O’G3NE
- Staffel 6: Maan de Steenwinkel
- Staffel 7: Pleun Bierbooms
- Staffel 8: Jim van der Zee
- Staffel 9: Dennis van Aarssen
- Staffel 10: Sophie Kruithof
- Staffel 11: Dani van Velthoven
- Staffel 12: (abgebrochen)

### Weitere Teilnehmer (Auswahl)
- Julia van Bergen
- Brace
- Dilana
- Sharon Doorson
- Joan Franka
- Nikki Kerkhof
- Duncan Laurence
- Eyelar Mirzazadeh
- Sandra van Nieuwland
- Raffaëla Paton

## Auszeichnungen
- 2011: Beeld en Geluid Award in den Kategorien Multimedia und Unterhaltung
- 2012: Gouden Televizier-Ring
- 2012: 100% NL Award für den Hit des Jahres One Thousand Voices
- 2016: De tv-beelden als beste große Show

Der Titel One Thousand Voices, welcher zum Start der 2. Staffel von den damaligen Vocal Coaches Marco Borsato, Angela Grothuizen, Roel Van Velzen sowie Nick & Simon vorgetragen wurde, erreichte den 1. Platz der niederländischen Hitparade. In den ersten Staffeln wurden einige Auftritte auch als Album veröffentlicht, zwei von denen erhielten eine Goldene Schallplatte.

## Missbrauchsvorwürfe und vorläufige Absetzung
Am 15. Januar 2022, einen Tag nach Ausstrahlung der zweiten Folge der 12. Staffel, wurde TVOH vorläufig abgesetzt. Grund dafür waren vermehrte Berichte über sexuelle Missbräuche und Machtmissbrauch im Umfeld der Show. Die meisten Ausgaben der 12. Staffel waren zu diesem Zeitpunkt bereits aufgezeichnet. RTL beauftragte die Produktionsfirma ITV mit der Durchführung einer unabhängigen Untersuchung der Vorfälle. Auch The Voice Kids und The Voice Senior wurden vorerst eingestellt. Die Webseite und sämtliche Videos wurden offline genommen.
Die Beschuldigungen gehen auf Recherchen des Journalisten Tim Hofman zurück, der das Thema in seinem YouTube-Format BOOS des Rundfunks BNNVARA aufarbeitete. Dort wurde der Beitrag unter dem Titel This is The Voice am 20. Januar 2022 hochgeladen. Dort äußerten sich viele (weibliche) Kandidaten und Mitarbeiter zu den Vorfällen und beschuldigten den Bandleader Jeroen Rietbergen (bis dahin Lebensgefährte von Linda de Mol, der Schwester von John de Mol), die Vocal Coaches Ali B und Marco Borsato sowie einen namentlich nicht genannten Regisseur des Machtmissbrauchs. Das Video wurde schon nach kurzer Zeit vielfach abgerufen, mittlerweile kommt es auf über 10 Millionen Aufrufe.
Rietbergen verließ nach Bekanntwerden der Vorwürfe die Sendung und bekannte sich schuldig. Die Sängerin Anouk, welche als Vocal Coach fungierte, brach öffentlich mit der Sendung. RTL beendete die Zusammenarbeit mit Ali B für die Dauer der Untersuchungen. Mehrere Sponsoren zogen sich zurück. Gegen die vier Beschuldigten wurde bereits Anzeige wegen sexueller Grenzüberschreitung und Nötigung erstattet, gegen Ali B liegt auch eine Anzeige wegen Vergewaltigung vor.
Im Video äußerte sich auch John de Mol zu den Vorwürfen. Ihm selbst war im Zeitraum von 2010 bis 2019, als er mit Talpa die Show produzierte, nur ein Fall von sexueller Grenzüberschreitung bekannt. Nach seinen Worten hatte Bandleader Jeroen Rietbergen keine Machtposition inne. Aus seiner Sicht hätten sich die betroffenen Frauen früher melden sollen, würden sich aber nicht trauen, es zu tun.
De Mols Aussagen wurden von vielen Seiten stark kritisiert, so veröffentlichten die weiblichen Mitarbeiterinnen des Talpa-Konzerns am Tag nach Veröffentlichung des Interviews eine ganzseitige Anzeige in der Tageszeitung Algemeen Dagblad mit dem Text John, het ligt niet aan de vrouwen (John, es liegt nicht an den Frauen). Auch de Mols Aussage, dass es Kandidatenbegleiter als Ansprechperson gegeben hätte, wurde kritisiert, ehemaligen Mitarbeitern zufolge hätte es diese nicht gegeben.
Am 21. Januar 2022 reagierte John de Mol auf die Kritik und wies die Anschuldigungen, die Schuld von den Tätern auf die Opfer zu schieben, von sich. Er sei auch mit seinen Mitarbeiterinnen ins Gespräch gekommen und stellte fest, dass die Firmenkultur in seinem Haus dazu führte, dass sich Frauen nicht trauen würden, sexuelle Missbräuche zu melden.
Infolge der Anschuldigungen beschloss die niederländische Regierung, die bestehenden Gesetze zur Verfolgung sexueller Straftäter zügig überarbeiten zu wollen.